# Elaphomycetaceae
Elaphomycetaceae es una familia de hongos del orden Eurotiales. Según una estimación de 2008, contiene dos géneros y 27 especies.